# Al Joumhouri
Al Joumhouri (en arabe : الحزب الجمهوري, al-ḥizb al-jumhūrī, Parti républicain) est un parti politique tunisien.
Il est fondé le 9 avril 2012 par la fusion de plusieurs partis centristes et socio-libéraux, soit le Parti démocrate progressiste, Afek Tounes, le Parti républicain, Al Irada, Al Karama, le Mouvement Bledi, le Parti de la démocratie et de la justice sociale et quelques listes et personnalités indépendantes. Après le retrait de plusieurs de ses membres ayant participé à cette fusion, dont certains issus d'Afek Tounes, le parti se positionne dans la continuité historique du Parti démocrate progressiste.
Il est dirigé depuis le congrès de février 2017 par le secrétaire général Issam Chebbi.

## Histoire

### Congrès constitutif
L'élection du 23 octobre 2011 désignant une assemblée constituante aboutit à une situation de déséquilibre des forces entre la coalition gouvernante, la troïka constituée d'Ennahdha, du Congrès pour la République et d'Ettakatol, et l'opposition, dont le Parti démocrate progressiste (PDP) constitue, avec ses seize sièges, la formation politique la plus importante. Afin de donner plus d'impact à l'opposition, le PDP choisit de former le groupe démocrate avec les représentants de la Voie démocratique et sociale (cinq sièges) et ceux d'Afek Tounes (quatre sièges). Ce groupe est rejoint par la suite par d'autres constituants. Ensuite, l'idée de former un grand parti centriste est annoncée lors de plusieurs meetings et conférences de presse. Initialement prévu du 17 au 19 mars 2012, la date du congrès de fondation de la nouvelle formation politique est repoussée en vue de rassembler plus de partis politiques. Ainsi, les tractations avec la Voie démocratique et sociale durent jusqu'à la veille du congrès.
Le congrès se tient finalement à Sousse du 7 au 9 avril. Le nouveau parti, baptisé Al Joumhouri, rassemble en plus du PDP, d'Afek Tounes et Parti républicain, d'autres partis comme Al Irada, Al Karama, le Mouvement Bledi, le Parti de la démocratie et de la justice sociale ainsi qu'un certain nombre de personnalités indépendantes,. Il élit Maya Jribi comme secrétaire générale et Yassine Brahim comme secrétaire exécutif, ainsi que Ahmed Néjib Chebbi en tant que président de la haute instance politique. Lors des élections des représentants de l'ancien PDP aux nouvelles instances, deux listes s'affrontent : l'une conduite par la direction historique du parti, incluant Jribi, Ahmed Néjib Chebbi, Issam Chebbi et Iyed Dahmani, et une autre conduite par d'autres personnalités, comme Mohamed Hamdi, président du groupe parlementaire démocratique, et d'autres constituants dont certains avaient rejoint le parti après la révolution de 2011, à l'image de Mehdi Ben Gharbia et Moncef Cheikhrouhou. L'un des principaux points de clivage concerne l'évaluation des raisons de la défaite électorale du PDP aux élections du 23 octobre 2011.
À l'issue des votes, l'ensemble des figures principales des deux listes accèdent au comité central. Cependant, l'équilibre global des forces est largement favorable à la direction historique du parti. En conséquence, la totalité des places du bureau politique sont obtenues par les candidats de la liste de la direction et des figures importantes, telles que Cheikhrouhou, Ben Gharbia, Mahmoud Baroudi et Mahmoud Smaoui n'y accèdent pas. Les leaders de la deuxième liste boycottent immédiatement le congrès et forment le Courant réformateur. Ce courant aboutit à la dissidence de plusieurs cadres de l'ancien PDP (dont neuf constituants). Le 29 avril 2012, le Courant réformateur décide lors d'un meeting tenu à Sousse de se retirer définitivement d'Al Joumhouri ; il rassemble notamment Hamdi, Baroudi, Ben Gharbia, Cheikhrouhou, Mohamed Neji Gharsalli, Mohamed Gahbich, Nejla Bouriel, Chokri Kastalli et Mohamed Kehili. Ils forment un nouveau parti, l'Alliance démocratique.

### Développement et crises
À la suite de son congrès constitutif, le parti démarre le déploiement de ses structures régionales et locales. La constitution de ses structures prend en compte les résultats électoraux de chacun des partis ayant fusionné au sein d'Al Joumhouri. En novembre 2012 se tient le premier congrès des jeunes d'Al Joumhouri sous le slogan No-Pasaran.
Dans l'objectif de renforcer l'impact de l'opposition face à la troïka, le parti effectue un rapprochement politique avec la Voie démocratique et sociale et le nouveau parti fondé par Béji Caïd Essebsi, Nidaa Tounes. Ce rapprochement prend la forme de l'Union pour la Tunisie, censé constituer un front politique et électoral. Cette décision est votée par le comité central en janvier 2013.
Début juillet 2013, Yassine Brahim, leader de l'ancien Afek Tounes et secrétaire exécutif d'Al Joumhouri, présente sa démission à Maya Jribi, considérant que le parti n'est pas parvenu, au terme d'une année, à atteindre son objectif, la formation d'un grand parti centriste capable d'affronter la coalition de la troïka : « L'unification des forces démocratiques était l'objectif essentiel qui nous a poussés à nous allier dans un seul parti capable d'affronter la troïka lors des prochaines échéances. Après une année, je regrette que cette alliance n'ait pas réussi, et je figure naturellement parmi les responsables de cet état de fait ». Au moment du retrait de Brahim, l'essentiel du groupe venu d'Afek Tounes se retire d'Al Joumhouri pour recomposer à nouveau son parti. Toujours au mois de juillet, c'est au tour d'un groupe mené par Saïd Aïdi de démissionner. Beaucoup des membres de ce groupe se retrouveront des semaines plus tard au sein de Nidaa Tounes.
Un an après la constitution de l'Union pour la Tunisie, le comité central décide le retrait d'Al Joumhouri, considérant que l'union n'est pas capable de jouer le rôle escompté. Al Joumhouri se retire peu de temps après du Front du salut national, après avoir été écarté de son instance dirigeante.

## Positionnements politiques

### Troïka
Les partis qui constituent à partir d'avril 2012 le nouveau parti, Al Joumhouri, s'opposent déjà à la troïka au pouvoir (Ennahdha, Congrès pour la République et Ettakatol) et n'avaient pas voté la confiance au gouvernement Hamadi Jebali en décembre 2011.
En mai 2012, à la suite de deux dégradations consécutives de la note de la Tunisie par les agences de notation financières, Al Joumhouri demande sans succès la démission du gouvernement Jebali et la formation d'un gouvernement restreint, indépendant et formé de technocrates.
En janvier 2013, dans le cadre d'un remaniement ministériel tenté par Hamadi Jebali, des postes ministériels sont proposés au parti : les Affaires étrangères pour Ahmed Néjib Chebbi et un autre ministère régalien pour Jribi. Al Joumhouri décline ces propositions et précise que, selon lui, la sortie de crise ne passe pas par l'élargissement de la troïka mais par la formation d'un gouvernement de compétences indépendantes ou d'un gouvernement d'union nationale incluant l'ensemble des principaux partis politiques,.
En février 2013, à la suite de l'assassinat du militant politique Chokri Belaïd, Al Joumhouri demande la démission du gouvernement qu'il considère comme politiquement responsable du danger terroriste en Tunisie et de la prolifération de groupes violents comme la Ligue de protection de la révolution dont le parti demande la dissolution. Un mois plus tard, il vote contre le gouvernement formé par Ali Larayedh.
Un deuxième assassinat politique est commis, cette fois contre le militant politique et constituant Mohamed Brahmi, le 25 juillet. Ce même jour les représentants d'Al Joumhouri se retirent de l'assemblée constituante et le parti coordonne ses actions avec les autres partis de l'opposition dans le cadre du Front du salut national. La pression exercée par cette nouvelle coalition politique, notamment lors du sit-in Errahil, oblige Ennahdha à prendre part, dès octobre 2013, au dialogue national qui vise à trouver une feuille de route pour sortir de la crise politique et auquel Al Joumhouri participe ; ce processus aboutit au remplacement, le 29 janvier 2014 du gouvernement Larayedh par un gouvernement indépendant dirigé par Mehdi Jomaa. À la suite de la nomination de Jomaa comme chef du gouvernement, le parti quitte le dialogue national, considérant que ce choix n'a pas été consensuel. Ces représentants à l'assemblée constituante s'abstiennent toutefois lors du vote de confiance, le parti se positionnant en soutien critique du nouveau cabinet.

### Transition démocratique
En octobre 2013, la légitimité de l'assemblée constituante se trouvant fragilisée par la fin du délai d'un an défini avec son élection pour la rédaction de la nouvelle Constitution, Al Joumhouri propose la tenue d’un dialogue national sous l’égide de l’Union générale tunisienne du travail afin d’accélérer la fin de ses travaux, de trouver un consensus concernant le gouvernement et de fixer une date pour les élections ; cette proposition avortée en raison du refus d’Ennahdha et du Congrès pour la République d'accepter la participation de Nidaa Tounes.
En avril 2013, Al Joumhouri s'engage, avec les autres partis de l'Union pour la Tunisie, en faveur du dialogue national initié par la présidence de la République et destiner à trancher les points clivant concernant la constitution et fixer un calendrier pour la transition démocratique. Malgré le retrait de Nidaa Tounes et de la Voie démocratique et sociale, Al Joumhouri maintient sa participation, considérant que les accords conclus, bien qu'insuffisants, constituent un pas important vers la réalisation d'une Constitution démocratique et consensuelle.
En janvier 2014, les représentants d'Al Joumhouri votent en faveur du projet de nouvelle Constitution puis refusent en avril la loi d'exclusion politique qui interdirait à tous ceux ayant eux des responsabilités politiques sous le régime de Zine el-Abidine Ben Ali de se présenter aux élections, se déclarant contre toute exclusion collective. Avec la fin des principaux travaux de l'assemblée constituante et l'accroissement des divergences politiques avec les autres composantes de l'opposition, Al Joumhouri choisit en mai de quitter le groupe démocrate qu'il avait constitué en décembre 2011.

### Affaires étrangères
En février 2012, Al Joumhouri critique fermement la décision du président de la République Moncef Marzouki de rompre les relations diplomatiques avec la Syrie.
En juillet 2013, Al Joumhouri qualifie l'intervention de l'armée égyptienne mené par Abdel Fattah al-Sissi de coup d'État et dénonce la répression sanglante infligée aux Frères musulmans, appelant à la prise en compte des revendications populaires qui rejettent le régime de Mohamed Morsi mais dans le cadre de la légitimité et du respect de la paix et des droits de l'homme.

## Instances dirigeantes

### Bureau exécutif
Le bureau exécutif du parti est remanié à l'occasion du sixième congrès en février 2017. Il compte les 17 membres suivants, liées essentiellement au retrait d'Afek Tounes, le bureau exécutif est recomposé en août 2013 et compte depuis seize membres :
- Issam Chebbi (secrétaire général)
- Mongi Ellouze
- Abdellatif Hermassi
- Mohamed Salah Ayari
- Iyed Dahmani
- Mouldi Fehem
- Mongi Salem
- Wassim Bouthouri
- Rached Chouchène
- Nehla Ben Khelifa
- Riadh Mrabet
- Wissem Sghaïer
- Tej El Mlek Aouicha
- Aïcha Fejria
- Youssef Béji
- Ahmed Farhat Hammoudi
- Noureddine Ben Saïd
- Mouldi Zouabi
- Samira Aguili
- Abdessalam Larayedh
- Faten Oueslati

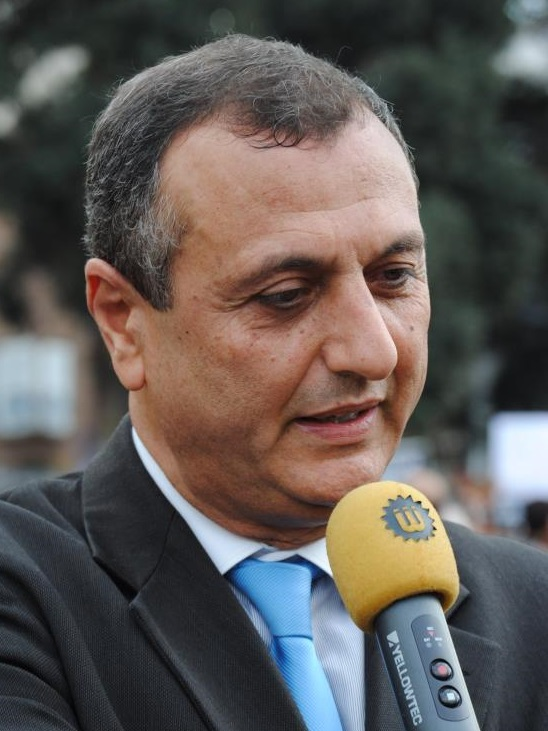
Issam Chebbi
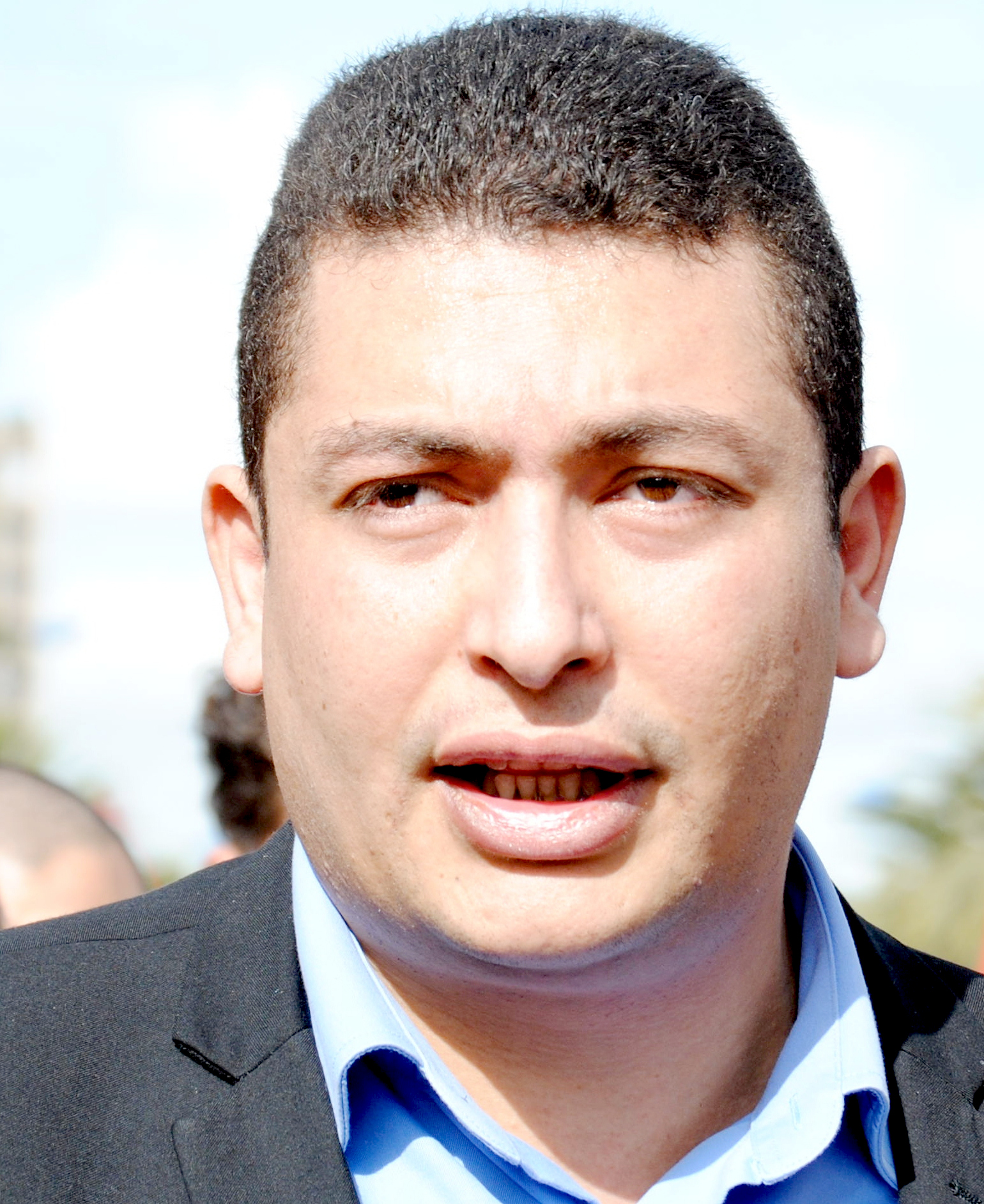
Iyed Dahmani

Le bureau exécutif se réunit en moyenne de façon hebdomadaire et met en application les décisions du bureau politique. Il contrôle également les activités des structures régionales du parti.

### Bureau politique
Le bureau politique d'Al Joumhouri compte approximativement soixante membres. Il se réunit mensuellement et formule les orientations politiques générales du parti, les soumettant au comité central. Il évalue également le fonctionnement et la situation politique du parti.

### Comité central
Le comité central d'Al Joumhouri compte approximativement 160 membres qui se réunissent tous les trois mois. Il tranche les orientations stratégiques comme les alliances politiques et électorales. Il a également le pouvoir de choisir les candidats du parti pour les élections législatives et présidentielles. À l'occasion de chacune de ses réunions, le comité central vote la feuille politique proposée par le bureau politique.

## Résultats électoraux

### Élections législatives
| Année     | Voix                  | %                     | Rang                  | Sièges                | Gouvernements         |
| --------- | --------------------- | --------------------- | --------------------- | --------------------- | --------------------- |
| 2014      | 49 965                | 1,47 %                | 8e                    | 1 / 217               | Opposition            |
| 2022-2023 | Boycott de l'élection | Boycott de l'élection | Boycott de l'élection | Boycott de l'élection | Boycott de l'élection |

### Élections présidentielles
| Année | Candidat           | Voix   | %    | Résultat |
| ----- | ------------------ | ------ | ---- | -------- |
| 2014  | Ahmed Néjib Chebbi | 34 025 | 1,04 | 7e       |